# Michael Kreiselmeyer
Michael Kreiselmeyer (* 29. Juli 1944 in Merzig; † 18. Juli 2023) war ein deutscher Landrat.

## Leben
Michael Kreiselmeyer studierte nach seiner schulischen Ausbildung zunächst Rechtswissenschaften, bevor er im Anschluss für das Bundesamt für Verfassungsschutz arbeitete. Nach seiner 1975 erfolgten Versetzung in den Landkreis Merzig-Wadern war er als Dezernent in den Bereichen Jugendhilfe, Schulen, Soziales und Finanzen tätig. Im Jahr 1985 ernannte ihn die Saarländische Landesregierung, basierend auf den zu dieser Zeit geltenden Gesetzen für Landesbeamte, zum Landrat des Landkreises Merzig-Wadern. Nachdem das Kommunalselbstverwaltungsgesetz geändert worden war, wurde Kreiselmeyer 1986 vom Kreistag zum Landrat des Landkreises Merzig-Wadern gewählt. 1996 wurde er in einer Urwahl für weitere acht Jahre in das Amt des Landrats gewählt. Während seiner langjährigen Amtszeit als Landrat trieb er unter anderem den Ausbau des Tourismus im Kreis voran und gründete eine Gesellschaft zur Wirtschaftsförderung. Nach Ende seiner Tätigkeit als Landrat setzte er sich im Jahr 2004 zur Ruhe. Michael Kreiselmeyer starb 2023 im Alter von 78 Jahren.